# Fluidra
Fluidra S.A. er en spansk producent af udstyr og løsninger til swimmingpools og wellness.
Fluidra blev etableret i 1969 i Barcelona. De har i dag 7.000 ansatte, og de er er tilstede i 45 lande.